# Microsoft Outlook
Microsoft Outlook是由微軟公司所出品Microsoft Office內的个人信息管理系统软件，功能包括收發電子郵件、行事曆等等。它也是與Microsoft Exchange Server互相搭配的群組軟體。現時最新的版本是Microsoft Outlook 2021 for Windows和2021 for Mac。
雖然Outlook主要是用來傳送電子郵件，可是它還包含了日历、任务管理、联系人、记事本等功能。
Outlook可以以獨立軟件的方式運行，同時也可以面向多個公司用戶與Microsoft Exchange Server和Microsoft SharePoint Server一起運行，功能例如共享郵箱與日曆、共享文件夾等。微軟也在大多數移動平台上發行了Outlook，其中包括iOS和Android。軟體開發者也可通過Microsoft Visual Studio創建能夠兼容Outlook及Office組件的軟件。

## 版本
- Outlook for MS-DOS
- Outlook for Windows 3.1x
- Outlook for Macintosh (iMac、Macbook、Mac mini....)
- Outlook 97，1997年1月16日發行
- Outlook 98，1998年6月7日發行
- Outlook 2000（亦稱為 Outlook 9），1999年6月7日發行
- Outlook 2002（亦稱為 Outlook 10 或 Outlook XP），2001年5月31日發行
- Office Outlook 2003（亦稱為Outlook 11），2003年10月21日發行
- Office Outlook 2007（亦稱為Outlook 12），2006年11月30日發行（此版本開始改用Ribbon介面，僅在撰寫郵件視窗，Outlook主畫面仍然是舊介面。）
- Outlook 2010（亦稱為Outlook 14），2010年4月15日發行（正式啟用Ribbon，包含所有介面。）
- Outlook 2011 for Mac，2010年10月26日發行
- Office Outlook 2013（亦稱為Outlook 15），2013年1月29日發行
- Office Outlook 2016，2015年9月23日正式發行
- Outlook for Mac，2014年10月31日發行(iMac、Macbook、Mac mini....)
- Outlook for Phones & Tablets，2015年發行
- Office Outlook 2021，2021年發行
- Office Outlook 2021 for Mac，2021年發行
- New Outlook，基于Edge WebView 2，2023年发行

## 外部連結
- Microsoft Outlook 官方网站 （页面存档备份，存于）
- Microsoft Outlook 官方培训、支持和帮助页面 （页面存档备份，存于）